# سعد كميل
سعد مانع كميل، (6 يناير 1963 -) هو حكم كرة قدم دولي سابقاً كويتي. تم نزع الجنسية الكويتية منه يوم 17 أغسطس 2025.

## مسيرته
ولد الحكم الدولي سعد مانع كميل الفضلي في الكويت في 6 يناير 1963، وقد بدا حياته العملية عسكريا بوزارة الداخلية الكويتية ثم إنتقل إلى الساحة الرياضية عبر التحكيم سنة 1984 وبعد عشر سنوات حصل على الإشارة الدولية وتحديدا عام 1994، وقاد بعدها المباريات الدولية وعددها 77 مبارة دولية، أما المباريات الآسيوية فقد بلغت 41 مباراة، أما على الصعيد العربي فقد أدار 23 مباراة، والخليجية 35، وكان من أشهر المباريات التي أدارها كانت في كأس العالم لكرة القدم 2002، وحكم نهائي كأس آسيا 2004، وحكم في كأس آسيا 2007، كما أدار في كأس الخليج 1996، مباراة منتخب قطر لكرة القدم ومنتخب عمان لكرة القدم في 21 أكتوبر 1996م، وقد اعتزل التحكيم في عام 2008.

## أهم البطولات التي شارك بها
- كأس دورة الخليج الثالثة عشرة في مسقط 1996.
- نهائيات كأس العالم للشباب في ماليزيا 1997.
- بطولة كأس الملك فهد للقارات الثالثة في الرياض ديسمبر 1997.
- دورة الالعاب الآسيوية الثالثة عشر في بانكوك صيف 1998.
- كأس العالم الأولى للأندية يناير 2000 في البرازيل مان يونايتد الانكليزي مع فاسكو داغاما البرازيلي.
- نهائيات أولمبياد سيدني 2000 في استراليا.
- نهائيات كأس أمم آسيا 2000 في لبنان.
- كأس العالم 2002 في كوريا - اليابان وأدار ثلاث مباريات أهمها مباراة مركز الثالث والرابع بين (كوريا الجنوبية x تركيا).
- نهائيات كأس أمم آسيا 2004 الصين. وأدار المباراة النهائية بين الصين x اليابان.
- احتراف بدوري قطر لمدة شهرين 2001-2002.
- احتراف بدوري قطر موسم كامل 2002-2003.
- احتراف بدوري قطر لمدة 3 أشهر 2003-2004.
- احتراف لمدة شهر في دوري السوبر المحترفين في الصين من تاريخ 7/9/2006.
- كأس دورة الخليج الثامنة عشرة يناير 2007 في أبوظبي.
- نهائيات كأس أمم آسيا 2007 (أربع مباريات).
- احتراف لمدة شهر في دوري سوبر المحترفين في الصين من تاريخ 6/11/2008.
- شارك في العديد من نهائيات أبطال دوري الأندية الخليجية والعربية والآسيوية.[6]

## أهم المحطات في حياته
- أفضل حكم آسيوي لعام 1997.
- من أفضل عشرة حكام لعام 2002 من قبل الفيفا (المركز التاسع).
- أفضل حكم عربي لعام 2003.
- اختير من ضمن أفضل 100 حكم عالمياً خلال الـ 20 سنة الماضية ضمن استفتاء الفيفا بتاريخ 29 يونيو 2007.
- أفضل حكم عربي لعام 2007 وأفضل حكم لعام 2008.
- أول حكم عربي آسيوي يدير أربع مباريات قبل أن يقود المباراة النهائية بين (الأرجنتين x الاورغواي).
- محلل تحكيمي في قنوات MBC PRO SPORTS .